# Worlds Collide (2022)
Worlds Collide (2022) – gala wrestlingu wyprodukowana przez federację WWE dla zawodników z brandów NXT i NXT UK. Odbyła się 4 września 2022 w WWE Performance Center w Orlando w stanie Floryda. Emisja była przeprowadzana na żywo za pośrednictwem serwisu strumieniowego Peacock w Stanach Zjednoczonych i WWE Network na całym świecie oraz w systemie pay-per-view. Była to pierwsza gala Worlds Collide od 2020 roku, a także ostatnia gala dla NXT UK, zanim zostanie ponownie uruchomione jako NXT Europe w 2023 roku.
Na gali odbyło się pięć walk, w których wszystkie mistrzostwa z NXT UK z wyjątkiem jednego zostały zunifikowach z ich odpowiednimi odpowiednikami mistrzostw NXT. W walce wieczoru, NXT Champion Bron Breakker pokonał NXT United Kingdom Championa Tylera Bate’a i zunifikował oba mistrzostwa. W innych ważnych walkach, NXT Women’s Champion Mandy Rose pokonała NXT UK Women’s Champion Meiko Satomurę i Blair Davenport w Triple Threat matchu i zunifikowała oba kobiece tytuły oraz Pretty Deadly (Elton Prince i Kit Wilson) pokonali NXT Tag Team Championów The Creed Brothers (Brutusa Creeda i Juliusa Creeda), NXT UK Tag Team Championów Brooksa Jensena i Josha Briggsa oraz Gallus (Marka Coffeya i Wolfganga) w Fatal 4-Way Tag Team Elimination matchu i zunifikowali oba tytuły Tag Team. NXT UK Heritage Cup było jedynym mistrzostwem, które nie zostało zunifikowane z mistrzostwem NXT, a także było jedynym mistrzostwem pomiędzy dwoma brandami, które nie było bronione podczas gali.

## Produkcja i rywalizacje
| Rola:                           | Osoba:            |
| ------------------------------- | ----------------- |
| Komentatorzy angielskojęzyczni  | Vic Joseph        |
| Komentatorzy angielskojęzyczni  | Wade Barrett      |
| Komentatorzy hiszpańskojęzyczni | Marcelo Rodríguez |
| Komentatorzy hiszpańskojęzyczni | Jerry Soto        |
| Spiker                          | Alicia Taylor     |
| Sędziowie                       | Adrian Butler     |
| Sędziowie                       | Chip Danning      |
| Sędziowie                       | Joey Gonzalez     |
| Sędziowie                       | Dallas Irvin      |
| Sędziowie                       | Derek Sanders     |
| Panel Pre-show                  | Sam Roberts       |
| Panel Pre-show                  | McKenzie Mitchell |

Worlds Collide oferowało walki profesjonalnego wrestlingu z udziałem wrestlerów z brandu NXT i NXT UK. Oskryptowane rywalizacje (storyline’y) kreowane są podczas cotygodniowych gal NXT i NXT UK. Wrestlerzy są przedstawieni jako heele (negatywni, źli zawodnicy i najczęściej wrogowie publiki) i face’owie (pozytywni, dobrzy i najczęściej ulubieńcy publiki), którzy rywalizują pomiędzy sobą w seriach walk mających budować napięcie. Kulminacją rywalizacji jest walka wrestlerska lub ich seria.
16 sierpnia 2022 WWE ogłosiło, że Worlds Collide powróci 4 września 2022 roku i odbędzie się w WWE Performance Center w Orlando w stanie Floryda. Będzie to trzecia gala Worlds Collide, w której wezmą udział wrestlerzy z NXT i NXT UK. Ogłoszenie potwierdziło również, że będzie to ostatnia gala dla brandu NXT UK, zanim zostanie przerwane i zostanie ponownie uruchomione jako NXT Europe w 2023 roku. Oprócz WWE Network na rynkach międzynarodowych, będzie ono dostępne w transmisji na żywo na Peacock w Stanach Zjednoczonych, ze względu na połączenie amerykańskiej wersji WWE Network z siecią Peacock w marcu 2021 roku.

### Bron Breakker vs. Tyler Bate
Po tym jak NXT Champion Bron Breakker z powodzeniem zachował swój tytuł na Heatwave, NXT United Kingdom Champion Tyler Bate pojawił się, by skonfrontować się z Breakkerem. 23 sierpnia na odcinku NXT 2.0, zarówno Bate, jak i Breakker podpisali kontrakt na walkę unifikującą mistrzostwa, która odbędzie się na Worlds Collide.

### Mandy Rose vs. Meiko Satomura vs. Blair Davenport
23 sierpnia na odcinku NXT 2.0, NXT Women’s Champion Mandy Rose skonfrontowała się z Blair Davenport i zażądała od niej szacunku. NXT UK Women’s Champion Meiko Satomura dołączyła się do konfrontacji i obydwie mistrzynie spierały się, która jest lepsza. Mistrzynie następnie zgodziły się na walkę unifikującą mistrzostwa na Worlds Collide, a Davenport również domagała się dodania do walki ze względu na swój status jako pretendentka do NXT UK Women’s Championship. Cała trójka została wyznaczona do walki przeciwko sobie w walce unifikacyjnej na Worlds Colide.

### Kayden Carter i Katana Chance vs. Nikki A.S.H. i Doudrop
30 sierpnia na odcinku NXT 2.0, po tym, jak NXT Women’s Tag Team Championki Katana Chance i Kayden Carter z powodzeniem wygrały swoją walkę, Doudrop i Nikki A.S.H. z brandu Raw pojawiły się i rzuciły im wyzwanie o tytuł na Worlds Collide, które mistrzynie przyjęły.

### The Creed Brothers vs. Brooks Jensen i Josh Briggs vs. Pretty Deadly vs. Gallus
30 sierpnia na odcinku NXT 2.0, podczas Six-person Mixed Tag Team matchu, w którym Brooks Jensen, Josh Briggs i Fallon Henley zmierzyli się z Pretty Deadly (Elton Prince i Kit Wilson) oraz Lash Legend, Gallus (Mark Coffey i Wolfgang) interweniowali na korzyść Legend i Pretty Deadly i pomogli im wygrać. W tym samym odcinku, po tym, jak Joe Coffey i Wolfgang pokonali The Creed Brothers (Brutus Creed i Julius Creed), pomiędzy obiema drużynami rozpoczęła się bójka, do której dołączyli Pretty Deadly, Briggs i Jensen. Zainicjowało to Fatal 4-Way Tag Team Elimination match pomiędzy NXT Tag Team Championami The Creed Brothers, NXT UK Tag Team Championami Briggsem i Jensenem, Gallusem oraz Pretty Deadly na Worlds Collide. Stawką walki byłyby oba mistrzostwa, które zostaną zunifikowane przez ostatecznych zwycięzców.

### Carmelo Hayes vs. Ricochet
30 sierpnia na odcinku NXT 2.0, NXT North American Champion Carmelo Hayes, w towarzystwie Tricka Williamsa, został wyzwany do mistrzowskiego pojedynku na Worlds Colide przez zawodnika brandu SmackDown, Ricocheta, który zaatakował mistrza. Oficjalna walka pomiędzy dwójką została ustanowiona na Worlds Colide.

## Wyniki walk
| Nr                                                                                    | Wyniki | Stypulacje                                                                                                  | Czas  |
| ------------------------------------------------------------------------------------- | --- | --- | ----- |
| 1D                                                                                    | Charlie Dempsey pokonał Bodhiego Haywarda (z Andre Chasem i Theą Hail) | Singles match                                                                                               | –     |
| 2D                                                                                    | Channing "Stacks" Lorenzo (z Tonym D’Angelo) pokonał Ikemena Jiro | Singles match                                                                                               | –     |
| 3                                                                                     | Carmelo Hayes (z Trick Williamsem) (c) pokonał Ricocheta poprzez pinfall | Singles match o NXT North American Championship                                                             | 15:57 |
| 4                                                                                     | Pretty Deadly (Elton Prince i Kit Wilson) (z Lash Legend) pokonali The Creed Brothers (Brutusa Creeda i Juliusa Creeda) (NXT) (z Damon Kempem), Brooksa Jensena i Josha Briggsa (NXT UK) (z Fallon Henley) oraz Gallus (Marka Coffeya i Wolfganga) (z Joe Coffeyem) poprzez pinfall | Fatal 4-Way Tag Team Elimination match unifikujący NXT Tag Team Championship i NXT UK Tag Team Championship | 15:34 |
| 5                                                                                     | Mandy Rose (NXT) pokonała Meiko Satomurę (NXT UK) i Blair Davenport poprzez pinfall | Triple Threat match unifikujący NXT Women’s Championship i NXT UK Women’s Championship                      | 13:17 |
| 6                                                                                     | Katana Chance i Kayden Carter (c) pokonały Nikki A.S.H. i Doudrop poprzez pinfall | Tag Team match o NXT Women’s Tag Team Championship                                                          | 10:19 |
| 7                                                                                     | Bron Breakker (NXT) pokonał Tylera Bate’a (NXT UK) poprzez pinfall | Singles match unifikujący NXT Championship i NXT United Kingdom Championship                                | 17:11 |
| (c) – mistrz/mistrzyni przed walkąD – walka była dark matchem (nietransmitowana w TV) | | |       |

### Fatal 4-Way Tag Team Elimination match o NXT i NXT UK Tag Team Championship
| Nr. eliminacji | Wrestler                                  | Drużyna                                                | Wyeliminowani przez | Metoda eliminacji                                    | Czas  |
| -------------- | ----------------------------------------- | ------------------------------------------------------ | ------------------- | ---------------------------------------------------- | ----- |
| 1              | Brooks Jensen                             | Brooks Jensen i Josh Briggs (NXT UK)                   | Marka Coffeya       | Przypięty po otrztymaniu kombinacji enziguri/suplex  | 4:45  |
| 2              | Wolfgang                                  | Gallus (Mark Coffey i Wolfgang)                        | Juliusa Creeda      | Przypięty po otrztymaniu Doomsday Cannonball Device  | 8:37  |
| 3              | Julius Creed                              | The Creed Brothers (NXT) (Brutus Creed i Julius Creed) | Eltona Prince’a     | Przypięty po otrztymaniu Backbreaker od Damona Kempa | 15:34 |
| Zwycięzcy      | Pretty Deadly (Elton Prince i Kit Wilson) | Pretty Deadly (Elton Prince i Kit Wilson)              | –                   | –                                                    | 15:34 |